# ألبرتا فيريتي
ألبرتا فيريتي (بالإيطالية: Alberta Ferretti)‏ هي مصممة أزياء إيطالية، ولدت في 1950 في كاتوليكا في إيطاليا.

## وصلات خارجية
- الموقع الرسمي
- ألبرتا فيريتي على موقع IMDb (الإنجليزية)
- ألبرتا فيريتي على موقع قاعدة بيانات الفيلم (الإنجليزية)